# Skupina armád Visla

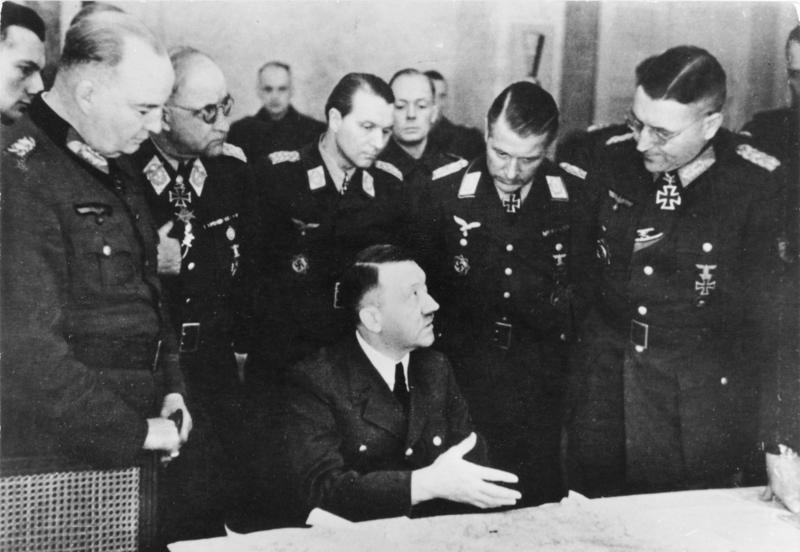
Diskuse o situaci na bojišti v hlavním stanu skupiny armád Visla, za Adolfem Hitlerem zleva Wilhelm Berlin, Robert von Greim, Franz Reuß, Job Odebrecht a Theodor Busse, březen 1945

Skupina armád Visla (německy Heeresgruppe Weichsel) byla skupina armád německé armády, působící na sklonku druhé světové války. Byla vytvořena 24. ledna 1945 ze zbytků skupiny armád A, skupiny armád Střed a dalších menších bojových uskupení. Jejím úkolem bylo bránit Berlín před postupující Rudou armádou. Prvním velitelem této skupiny armád byl Heinrich Himmler, kterého vzhledem k jeho nedostatečným zkušenostem s velením armádě nahradil po neúspěšné ofenzivní operaci Slunovrat generál Gotthard Heinrici. Jednotky skupiny armád Visla se zúčastnily bitvy o Berlín a bojovaly v Halbském kotli. Po bezpodmínečné kapitulaci Německa skupina armád zanikla.
Velitelem skupiny armád byli:
- Říšský vůdce SS Heinrich Himmler (28. leden 1945 – 20. březen 1945)
- Generálplukovník Gotthard Heinrici (20. březen 1945 – 28. duben 1945)
- Generál pěchoty Kurt von Tippelskirch (28. duben 1945 – 29. duben 1945)
- Generálplukovník Kurt Student (29. duben 1945 – 8. květen 1945)

Složení skupiny armád v únoru 1945:
- 2. armáda
- 9. armáda
- 3. tanková armáda
- 11. tanková armáda SS

Složení skupiny armád v dubnu 1945:
- 9. armáda
- 3. tanková armáda